# VSOP: The Quintet
Albums de Herbie Hancock
V.S.O.P.
(1976) V. S. O. P. Tempest in the Colosseum
(1977)
VSOP: The Quintet est un album live du pianiste Herbie Hancock paru en 1977 sur le label Columbia Records. Hancock est accompagné par Wayne Shorter aux saxophones ténor et soprano, Freddie Hubbard à la trompette, Ron Carter à la contrebasse et Tony Williams à la batterie.

## Contexte
Dès 1963, les musiciens Herbie Hancock, Ron Carter et Tony Williams participent à l'enregistrement de l'album Seven Steps to Heaven de Miles Davis. Shorter rejoint également le quintet de Davis un an plus tard et ils enregistrent ensemble l'album ESP en 1965. À l'exception de Davis, le groupe part en tournée en 1977 et enregistre cet album au mois de juillet. Les morceaux sont issus de deux concerts, un réalisé le 16 juillet 1977 au Greek Theatre de l'Université de Californie situé à Berkeley et l'autre le 18 juillet 1977 au San Diego Civic Theatre.

## Titres
| No | Titre         | Auteur   | Durée |
| -- | ------------- | -------- | ----- |
| 1. | One of a Kind | Hubbard  | 9:27  |
| 2. | Third Plane   | Carter   | 7:19  |
| 3. | Jessica       | Hancock  | 7:02  |
| 4. | Lawra         | Williams | 9:43  |
| 5. | Darts         | Hancock  | 8:54  |
| 6. | Dolores       | Shorter  | 11:31 |
| 7. | Little Waltz  | Carter   | 9:33  |
| 8. | Byrdlike      | Hubbard  | 8:05  |

## Musiciens

### V.S.O.P.
- Herbie Hancock – piano
- Freddie Hubbard – trompette, bugle
- Wayne Shorter – saxophones (ténor et soprano)
- Ron Carter – contrebasse
- Tony Williams – batterie